# Guide Star Catalogue
Guide Star Catalog (Ghid Catalog al Stelelor, în general abreviat GSC), cunoscut și ca Hubble Space Telescope Guide Catalog (HSTGC) este un catalog stelar inițial compilat pentru a ajuta la punerea la punct a Telescopului Spațial. În versiunea sa originală, catalogul conținea informații privitoare la circa 20 de milioane de stele și galaxii cu o magnitudine aparentă cuprinsă între 6 și 15.
Versiunea curentă, Guide Star Catalog II, este un catalog uriaș de 998.402.801 obiecte cerești distincte, iar pentru jumătate dintre acestea (455.851.237) furnizează pozițiile, clasificarea și magnitudinile.